# Oštrelj (Bor)
Oštrelj (em cirílico:Оштрељ) é uma vila da Sérvia localizada no município de Bor, pertencente ao distrito de Bor, na região de Timočka Krajina. A sua população era de 654 habitantes segundo o censo de 2002.

## Demografia
| 1948 | 1953 | 1961 | 1971 | 1981 | 1991 | 2002 |
| ---- | ---- | ---- | ---- | ---- | ---- | ---- |
| 848  | 845  | 912  | 911  | 887  | 798  | 654  |